# 닝샤성

닝샤 성의 위치

닝샤성(중국어: 寧夏省, 한국어: 영하성)은 1929년부터 1949년까지 존재했던 중화민국의 성으로 성도는 인촨이며 면적은 233,320km2이다. 1개 시, 13개 현, 2개 설치국, 3개 기를 관할했다.
닝샤 성은 중화민국 국민정부가 중국 대륙을 통치 할때인 1929년에 설치되었다. 1949년 중화인민공화국 수립과 함께 닝샤 성은 간쑤성에 편입되면서 폐지되었다. 1958년 닝샤 후이족 자치구가 성립되면서 닝샤 성의 대부분의 지역이 이 자치구에 편입되었으나 일부 지역은 내몽골 자치구에 편입되어 현재에 이르고 있다.